# Yossef Dov Halevi Soloveitchik
Yossef Dov Halevi Soloveitchik (nascido em 1820 em Nesvizh, Minsk Governorate, Império Russo; morreu 1 de maio de 1892 em Brest-Litovsk, Grodno Governorate, Império Russo) foi o autor de Beis Halevi, pelo qual ele é mais conhecido entre os estudiosos talmúdicos. Ele era o bisneto de Chaim Volozhin.

## Trabalhos
- (em hebraico) Shu"t Beis Halevi (Responsa)
- (em hebraico) Beis Halevi al Hatorah (comentário sobre o Livro do Gênesis e o Livro do Êxodo)